# Matrice simmetrica
In algebra lineare, una matrice simmetrica è una matrice quadrata che ha la proprietà di essere la trasposta di se stessa. 

## Definizione
Detta {\displaystyle A^{T}} la matrice trasposta di {\displaystyle A}, una matrice {\displaystyle A} è simmetrica quando:
{\displaystyle A^{T}=A}
o equivalentemente quando i suoi elementi {\displaystyle a_{ij}} soddisfano:
{\displaystyle a_{ij}=a_{ji}\qquad \forall i\ \forall j}
Per matrici a coefficienti reali i concetti di matrice simmetrica e di matrice hermitiana (una matrice uguale alla propria trasposta coniugata) sono equivalenti.

## Proprietà
Uno dei teoremi basilari riguardanti tali matrici è il teorema spettrale in dimensione finita, il quale afferma che ogni matrice simmetrica a coefficienti reali può essere diagonalizzata tramite una matrice ortogonale. 
Una matrice {\displaystyle M}, definita su un campo a caratteristica diversa da 2 (o più in genere su un anello nel quale l'elemento 2 è invertibile), può sempre essere scritta come somma di una matrice simmetrica {\displaystyle S} e di una matrice antisimmetrica {\displaystyle A}. Supponendo infatti di poter scrivere:
{\displaystyle M=S+A}
per definizione di matrice simmetrica e di matrice antisimmetrica si ha:
{\displaystyle M^{\top }=S-A}
quindi le matrici {\displaystyle S} e {\displaystyle A} sono univocamente determinate:
{\displaystyle S={\frac {(M+M^{\top })}{2}}\qquad A={\frac {(M-M^{\top })}{2}}}
Su un anello nel quale la divisione per 2 non è sempre possibile questo ragionamento non si può applicare, ed esistono sempre dei controesempi. Ad esempio, una matrice della forma:
{\displaystyle {\begin{pmatrix}0&1\\0&0\end{pmatrix}}}
non si può scrivere come somma di una matrice simmetrica e di una matrice antisimmetrica né sull'anello degli interi {\displaystyle \mathbb {Z} }, né sul campo finito {\displaystyle F_{2}}.

## Esempi
I coefficienti di una matrice simmetrica sono simmetrici rispetto alla diagonale principale (che va dall'angolo in alto a sinistra a quello in basso a destra). Ad esempio:
{\displaystyle {\begin{bmatrix}1&2&3\\2&0&5\\3&5&6\end{bmatrix}}}
Ogni matrice diagonale è simmetrica, in quanto tutti i coefficienti all'esterno della diagonale principale sono zero.
Il prodotto {\displaystyle A^{T}A}, tra una qualsiasi matrice {\displaystyle A} e la sua trasposta, restituisce sempre una matrice simmetrica. 
Esempi di particolari matrici simmetriche sono la matrice di Hankel, la matrice di Gram, la matrice di Hilbert e la matrice di Filbert. Vi sono anche la matrice di Toeplitz, la matrice identità, e la matrice nulla.